# Филиппов, Александр Николаевич (депутат)
Александр Николаевич Филиппов (род. 8 января 1956, Починно-Сопкинское сельское поселение, Новгородская область) — российский политический деятель, депутат Государственной думы четвёртого созыва

## Биография
В 1978 окончил Московскую ордена Ленина и ордена Трудового Красного Знамени сельскохозяйственную академию им. К. А. Тимирязева, а в 1989 — Академию общественных наук при ЦК КПСС.
1991—1993 — заместитель председателя, председатель Чудовского районного Совета народных депутатов.
1993—2003 — Глава администрации Новгородского района, Глава местного самоуправления Новгородского района, Глава Новгородского района.

### Депутат госдумы
2003—2007 — депутат Государственной Думы Федерального Собрания Российской Федерации четвёртого созыва. 2 сентября 2007 года сложил полномочия депутата.
С 3 сентября 2007 года — заместитель Главы администрации области.